# Пам'ятки історії Золочівського району (Львівська область)
У Золочівському районі Львівської області нараховується 35 пам'яток історії.
| #  | назва | датування        | адреса                                                             | охоронний номер | Номер і дата рішення             |
| -- | --- | ---------------- | ------------------------------------------------------------------ | --------------- | -------------------------------- |
| 1  | Місце бою радянських військ з німецько-фашистськими загарбниками (Колтівський коридор) (пам'ятмик, ск. Я. Мотика, Б. Романець, арх. Б. Михайлиха, 1980, мармурова крихта) | липень 1944 р.   | с. Колтів, при трасі Золочів — Броди                               | 44д             | Рішення № 506, 02.11.1982        |
| 2  | Могила Лопатинського Я. О., українського композитора (пам., 1936, пісковик)                                                                                               | 1871—1936 рр.    | с. Гологірки, сільське кладовище (0,5 км на півд.захід від села)   | 1563            | Рішення № 450, 28.10.1987        |
| 3  | Могила воїна УГА Дичкевича Д. (пам., арх. Й. Пакула, 1928, пісковик) | 1918 р.          | смт Глиняни, кладовище                                             | 1564            | Рішення № 249, 21.05.1991        |
| 4  | Могила хорунжого УГА Скибінського В. (пам., арх. Й. Пакула, 1920, пісковик)                                                                                               | 1918 р.          | смт Глиняни, кладовище                                             | 1565            | Рішення № 249, 21.05.1991        |
| 5  | Могили січових стрільців — 28 (пам., 1931, бетон) | 1918—1919 рр.    | м. Золочів, вул. Січових стрільців, міське кладовище               | 1566            | Рішення № 249, 21.05.1991        |
| 6  | Могили революційних діячів Коваля М. Т., Павлишина О. Ф., Скочеляса І. П. (пам., 1959, бетон)                                                                             | вересень 1923 р. | м. Золочів, кладовище, північна дільниця                           | 454             | Рішення № 183, 05.05.1972        |
| 7  | Меморіал воїнів І Української дивізії “Галичина” (пам., 1997, мармурова крихта)                                                                                           | липень 1944 р.   | с. Червоне, кладовище                                              | 1567            | Розпорядження № 236, 11.03.2001  |
| 8  | Братська могила радянських воїнів. (пам., 1952, мармурова крихта) | липень 1944 р.   | с.Велика Вільшаниця, у сквері біля школи                           | 455             | Рішення № 183, 05.05.1972        |
| 9  | Братські могили радянських воїнів (пам., 1967, бетон) | липень 1944 р.   | с. Верхобуж, біля церкви                                           | 456             | Рішення № 183, 05.05.1972        |
| 10 | Братська могила радянських воїнів (пам., 1951, мармурова крихта, бетон)                                                                                                   | липень 1944 р.   | смт Глиняни, вул. Львівська                                        | 457             | Рішення № 183, 05.05.1972        |
| 11 | Братська могила радянських воїнів (пам., 1951, мармурова крихта, бетон)                                                                                                   | липень 1944 р.   | смт Глиняни, міське кладовище, західна дільниця                    | 458             | Рішення № 183, 05.05.1972        |
| 12 | Дільниця, де поховані радянські воїни (2 бр. могили; пам., ск. В. Борисенко, В. Подольський, арх. А. Консулов, 1975, з/бетон)                                             | 1939—1944 рр.    | м. Золочів, кладовище                                              | 453             | Рішення № 183, 05.05.1972        |
| 13 | Братська могила воїнів ОУН і УПА (пам., 1990, метал) | 1944—1945 рр.    | м. Золочів, вул. Січових стрільців, старе кладовище, півд. частина | 1568            | Розпорядження № 1039, 06.10.1997 |
| 14 | Братська могила воїнів УПА (пам., ск. П. Кулик, арх. В. Блюсюк, 1998, мармурова крихта)                                                                                   | 1944—1945 рр.    | м. Золочів, міське кладовище (нове)                                | 1569            | Розпорядження № 1039, 06.10.1997 |
| 15 | Братська могила жертв репресій (пам., ск. Едуард Бучинський, 1990, мармурова крихта, камінь)                                                                              | 1939—1941 рр.    | м. Золочів, вул. Січових стрільців, старе кладовище                | 1570            | Розпорядження № 528, 19.07.1995  |
| 16 | Братська могила радянських воїнів (пам., ск. В. Бець, арх. Ігор Наконечний, 1975, мармурова крихта)                                                                       | липень 1944 р.   | с. Куровичі, біля сільської ради                                   | 459             | Рішення № 183, 05.05.1972        |
| 17 | Братська могила радянських воїнів (пам., 1968, мармурова крихта) | липень 1944 р.   | с. Новоселище, парк Слави                                          | 460             | Рішення № 183, 05.05.1972        |
| 18 | Братська могила радянських воїнів (пам., 1964, камінь) | липень 1944 р.   | с. Підлипці, у центрі села                                         | 461             | Рішення № 183, 05.05.1972        |
| 19 | Братська могила радянських воїнів (пам., 1966, мармурова крихта) | липень 1944 р.   | с. Поляни, біля сільської ради                                     | 463             | Рішення № 183, 05.05.1972        |
| 20 | Кладовище, де поховані радянські воїни (1 бр. могила; пам., 1975, мармурова крихта)                                                                                       | липень 1944 р.   | смт Поморяни, північна частина кладовища                           | 462             | Рішення № 183, 05.05.1972        |
| 21 | Братська могила воїнів ОУН і УПА (пам., 1993) |                  | смт Поморяни, кладовище                                            | 1571            | Розпорядження № 1039, 06.10.1997 |
| 22 | Братська могила радянських воїнів (пам., 1975, мармурова крихта, граніт)                                                                                                  | 1941—1944 рр.    | с. Словіта, при трасі Львів — Тернопіль                            | 464             | Рішення № 183, 05.05.1972        |
| 23 | Садиба Маркіяна Шашкевича, українського письменника (арх. І. Могитич, Я. Кушнір, В. Швець, 1986)                                                                          | 1811 р.          | с. Підлисся                                                        | 1572            | Рішення № 183, 05.05.1972        |
| 24 | Пам'ятник на честь скасування панщини (1898, пісковик, мармурова крихта)                                                                                                  | 1848 р.          | с. Велика Вільшаниця, біля церкви                                  | 1573            | Рішення № 249, 21.05.1991        |
| 25 | Пам'ятник на честь скасування панщини (1898, пісковик) | 1848 р.          | с. Вижняни, у центрі села                                          | 1574            | Рішення № 249, 21.05.1991        |
| 26 | Пам'ятник тверезості (чавун, бетон) | 1874 р.          | с. Велика Вільшаниця, біля церкви                                  | 1575            | Рішення № 249, 21.05.1991        |
| 27 | Пам'ятник на честь скасування панщини (1848, пісковик) | 1848 р.          | с. Великий Полюхів, у центрі села                                  | 1576            | Рішення № 249, 21.05.1991        |
| 28 | Пам'ятник на честь скасування панщини (1989, пісковик) | 1848 р.          | с. Гончарівка, біля ферми, при дорозі                              | 1577            | Рішення № 249, 21.05.1991        |
| 29 | Пам'ятник на честь скасування панщини (1898, камінь, метал) | 1848 р.          | с. Жуків                                                           | 1578            | Рішення № 249, 21.05.1991        |
| 30 | Пам'ятник на честь скасування панщини (1908, пісковик) | 1848 р.          | с. Підгайчики, у центрі села                                       | 1579            | Розпорядження № 528, 19.07.1995  |
| 31 | Пам'ятник на честь скасування панщини (1848, пісковик) | 1848 р.          | с. Розворяни, у центрі села                                        | 1580            | Рішення № 249, 21.05.1991        |
| 32 | Пам'ятник на честь скасування панщини (1989, пісковик) | 1848 р.          | с. Скварява, біля клубу                                            | 1581            | Рішення № 249, 21.05.1991        |
| 33 | Пам'ятник на честь скасування панщини (1848, пісковик) | 1848 р.          | с. Скнилів, біля церкви                                            | 1582            | Рішення № 249, 21.05.1991        |
| 34 | Пам'ятник на честь скасування панщини (1848, пісковик) | 1848 р.          | с. Солова, у центрі села                                           | 1583            | Рішення № 249, 21.05.1991        |
| 35 | Пам'ятник на честь скасування панщини (1993, камінь, метал) | 1848 р.          | с. Струтин, вул. Хмельницького, біля церкви                        | 1584            | }                                |

## Джерело
Перелік пам'яток Львівської області [Архівовано 16 вересня 2012 у Wayback Machine.]
 Вікісховище має мультимедійні дані за темою: Пам'ятки історії Золочівського району (Львівська область)